# Col de Sestrières
Le col de Sestrières (Colle del Sestriere en italien) est un col routier des Alpes italiennes à 2 034 ou 2 035 mètres d'altitude qui relie Cesana Torinese dans le haut val de Suse à Pignerol dans le val Cluson. Il se situe dans la ville métropolitaine de Turin dans la région du Piémont.
Une partie du parcours est commune au tout début de la montée, avec la route du col de Montgenèvre. Le Tour de France et le Tour d'Italie y passent régulièrement, ou y font s'achever des étapes de montagne, comme ce fut le cas en 2009 pour le Tour d'Italie. Le col est aussi le lieu d'arrivée de la course de côte Cesana - Sestrières, désormais disputée par véhicules historiques de collection (VHC).

## Géographie
Le col, entièrement sur le territoire italien, se situe à 21,2 km d'Oulx. La route est orientée sur un axe est-ouest. La pente moyenne est de 4,5 %.